# خروس (داستان)
خروس داستان بلندی از ابراهیم گلستان نویسندهٔ ایرانی‌ست که نسخهٔ کامل آن نخستین بار سال ۱۳۷۴ در انتشارات روزن در نیوجرسی و لندن و سپس در سال ۱۳۸۴ توسط انتشارات اختران در تهران منتشر شد. تکه‌هایی از نسخهٔ اول خروس سال ۱۳۵۹ خورشیدی در مجلهٔ لوح چاپ شده بود. گلستان به گفتهٔ خودش داستان را در آخرین روزهای سال ۱۳۴۸ و تابستان ۱۳۴۹ نوشته‌است. در دههٔ ۱۳۷۰ این داستان به صورت ناقص و با جمله‌های کوتاه‌شده در قالب مجموعه‌ای به نام شکوفایی داستان کوتاه در دهه نخستین انقلاب به‌چاپ رسید. گلستان اعتراض خود به چاپ این داستان را در ابتدای چاپ کامل این کتاب مکتوب کرد. سال ۱۳۸۵، یک سال بعد از چاپ کتاب در ایران، مجوز انتشار خروس لغو و سال ۱۳۸۶ در بیستمین نمایشگاه بین‌المللی کتاب تهران فروش آن ممنوع اعلام شد. تلاش ناشر برای دریافت مجوز تجدید چاپ، ثمری نداشت.
داستان خروس کمتر از ۲۴ ساعت از زندگی دو مهندس نقشه‌بردار را نشان می‌دهد که برای مسّاحی به جزیره‌ای رفته‌اند و با جزیره‌نشینان سرمی‌کنند. آن‌ها از سواری جا می‌مانند و مجبور می‌شوند شب را در منزل کدخدا بگذرانند. کدخدا از آن‌ها دوستانه پذیرایی می‌کند و برایشان سفره‌ای رنگین ترتیب می‌دهد. این دو مهمان بعد از ورود به خانه متوجه صدای بلند و عجیب خروسی می‌شوند. کدخدا خروس را حرام‌زاده می‌داند و معتقد است این خروس از ساعت شماطه‌دار به دنیا آمده‌است. این خروس با آوازهای مکرر نابه‌هنگامش اهالی محل و صاحب‌خانه را ذله کرده‌است. خروس، علاوه بر این، بر کلهٔ بز آذین‌شده سردر خانه، مرتب فضله می‌اندازد. کدخدا به نوکرهایش دستور می‌دهد که خروس را بگیرند و بکشند.
خروس داستانی تمثیلی است که بر وقوع تغییرات اجتماعی دلالت می‌کند و دست به نمایاندن خرافات، نادانی و پلشتی زندگی آدم‌های داستان می‌زند. وجه تمثیلی خروس برگرفته از وجه رئالیستی آن است. برخی «خروس» را یک نماد دانسته‌اند که در داستان گلستان نه فقط شخصیت که مبدل به قهرمان داستان می‌شود. پس از کشته شدن خروس، این نماد سویه‌ای اسطوره‌ای می‌یابد؛ چراکه حاجی می‌خواهد جای او را بگیرد، اما خروس در شخصیت دیگری حلول می‌کند و انتقامش را می‌گیرد. در مقابل، برخی مخالف نمادین بودن داستان خروس هستند و عقیده دارند داستان خروس نقد خرافه و پیشگویی انقلاب نیست و هر قرائت اخلاقی داستان دقیق گلستان را به شعاری دم‌دستی تقلیل می‌دهد. آن‌ها داستان گلستان را داستانی ضد تفسیر می‌دانند.
نثر گلستان در خروس منحصربه‌فرد است و با زمان و مکان داستان و شخصیت‌ها، به‌ویژه با استفاده از گویش جنوبی، مطابقت دارد. این نثر، به‌کلی با نمونه‌های دیگر داستانی او متفاوت و غریب‌ترین نثر گلستان است. سکته‌های عامدانه و اخلال‌های ظریفی که نویسنده در نثر ایجاد کرده‌است، در راستای ضد تفسیر بودن آن است. گلستان دست به نوعی زمخت‌نویسی نادیدنی زده که نه تفاوتش با زبان معیار را به‌رخ می‌کشد و نه خواننده را آزار می‌دهد. شگردهای نثر گلستان برگرفته از متون و ادبیات کهن است. نثر خروس، شاعرانه است و این شاعرانگی، برآمده از «ریتمی» است که گلستان در آن تبحر دارد و می‌تواند برای ایجاد تنش دراماتیک در داستان، میان تعبیرهای کوتاه و بریده و توصیف‌های طولانی و تغزلی، هماهنگی ایجاد کند. ایجاز در گفتگوها و قدرتشان در پیش بردن داستان قابل توجه‌اند. نقل‌قول‌ها در داستان، چندلایه و اغلب حامل چند معنا هستند. توصیف‌های داستان، زیبا و در شخصیت‌پردازی مؤثر است. برخی معتقدند اقبال کمی که پس از انتشار خروس به آن شده به دلیل سایه انداختن شخصیت تندوتیز گلستان و لحن نیش‌دار او بر آثارش است. این اتفاق باعث شده بیشتر از آنکه خروس دیده و نقد شود، «قلم‌ها تیز شوند» تا پاسخ حرف‌های دیگر گلستان را بدهند.

## نویسنده
آثار نوشتاری ابراهیم گلستان (۱۳۰۱–۱۴۰۲)، نویسنده و فیلم‌ساز، دارای سبکی خاص است و بسیاری سبک نویسندگی وی را تأثیرپذیرفته از داستان‌های کوتاه ارنست همینگوی می‌دانند. همچنین وی از زمرهٔ نخستین نویسندگان معاصر ایرانی معرفی می‌شود که برای زبان داستانی و استفاده از نثر آهنگین در قالب‌های داستانی نوین، اهمیت قائل شد و به آن پرداخت. از این جهت نقش او در سیر پیشرفت داستان معاصر فارسی قابل توجه‌است. از دیگر ویژگی‌های داستان‌نویسی گلستان، خلق مجموعه داستان‌های به هم مرتبط است. در حالی که چنین سبکی در غرب سابقه طولانی‌تری دارد، این نوع داستان‌نویسی در ایران با گلستان آغاز می‌شود اما نکته مهم در این نوع آثار گلستان، خلق نوعی جدید از داستان‌نویسی است که نه براساس درون‌مایه یا شخصیت‌های داستانی، بلکه براساس ساختارهای مشابه به یکدیگر مرتبط می‌شوند. او با اشراف به ادبیات جهان و ترجمهٔ آثاری از نویسندگان مدرنیست، سهم قابل توجهی در شکل‌گیری مدرنیسم ادبی در ادبیات فارسی داشت و جزو اولین نویسندگان مدرن ایران به‌حساب می‌آید. او در آثار اولیه‌اش به تنهایی، تک‌افتادگی فرد و از بین رفتن فردیت انسان‌ها در تقابل با جامعه پرداخته‌است. او بر شخصیت و کشمکش‌های درونی متمرکز است و توجه اندکی به مکان دارد. این مدرنیسم اما در خروس به‌جای توجه به فرد، به مفهوم اقتدار می‌پردازد که در خروس نمادین شده‌است.

## داستان
داستان خروس چهار صحنه دارد:

می‌دیدم حاجی از خروس خوشش نمیاید. بیکار بودم خواستم لجش بیندازم گفتم «خروس اینجوری غنیمته، حاجی.» گفت «وربپره! یا میپره رو مرغ، یا فضله میندازه، یا هی اذون میگه.» گفتم «خروس یعنی این.» گفت «ناکس بلد شده هی میپره بالای سردر.» گفتم «مؤذنای مسجدام میرن رو گلدسّه». گفت «میرن اذون بگن، نمیرینن اونجا».

خروس
۱. دو نقشه‌کش (راوی و مرد همراهش) در جزیره‌ای به مسّاحی مشغولند. وقتی برای برگشتن از جزیره به محل قرار با راننده می‌آیند، راهنما به آن‌ها می‌گوید چون دیر آمده‌اند، ماشین رفته‌است. راهنما آن‌ها را به خانه حاج ذوالفقار کبگابی می‌برد تا در خانه او بمانند. در بدو ورود، توجه دو مرد به صدای بلند خروسی که در خانه حاجی است و کله بریده بزی که روی سردر خانه‌اش نصب شده، جلب می‌شود. روی بز پر است از فضله‌های خروس. صدای امواج دریا می‌آید و خروس باز می‌خواند. حاجی سنگ می‌اندازد طرف خروس و همراه می‌گوید گناه دارد. حاجی می‌گوید حرام‌زاده است. راهنما به حاجی می‌گوید این دو نفر برای مساحی آمده‌اند. حاجی از مهمان‌ها با شربت پذیرایی می‌کند و از گنج می‌پرسد و مردان اظهار بی‌اطلاعی می‌کنند. حاجی دستور می‌دهد خروس را پایین بیاورند و نوکرها نمی‌توانند. بچه حاجی که گوشه‌ای در حال اجابت مزاج است، می‌افتد در مدفوع خودش و چند سنگ به بز برخورد می‌کند و چند جایش را می‌شکند و بعد، بز سقوط می‌کند و خروس از خانه بیرون می‌رود.
نوکرها بز را به سر جای اولش می‌برند و حاجی می‌گوید از نحسی خروس افتاد. همراه می‌گوید مرغ و خروس که حلال و حرام ندارد و حاجی می‌گوید ظرف تخم‌مرغ را گذاشته بوده در جعبه ساعت و مدتی بعد از صدای جوجه فهمیده یکی از تخم‌مرغ‌ها جوجه شده‌است و آن جوجه همین خروس است. بعد سفره می‌اندازند برای ناهار. حاجی می‌گوید همسایه‌ها هم مواظبند خروس روی مرغ‌شان نرود تا جوجه‌هایشان مانند این خروس نشود. حاجی دوباره حرف گنج را وسط می‌کشد؛ گنج میرمهنا. بعد از ناهار، حاجی تعارف تریاک می‌زند و مهمان‌ها جواب رد می‌دهند. نوکرها برای استراحت جا پهن می‌کنند. مرد همراه هوس تخته‌نرد می‌کند اما خانه حاجی تخته ندارند. راهنما می‌رود خانه‌اش، حاجی می‌خوابد و مهمان‌ها با هم صحبت می‌کنند و از کاروکاسبی حاجی و گنج می‌گویند. بعد نوکرها خروس را گرفته می‌آورند پیش حاجی. دو مهمان واسطه می‌شوند که خروس را رها کند؛ چون اذان می‌گوید، اما حاجی می‌گوید خودم اذان می‌گویم و نمایش راه می‌اندازد. خروس را با طناب می‌کشند بالای سردر. غیر از مهمان‌ها و سلمان کسی در اتاق نیست. زن‌ها به حاجی می‌گویند خلاصش کند و بمان، نوکر حاجی، روی شاخ بز، خروس را سر می‌برد.

همراهم گفت «مخصوصاً اینکه اولش مراسمی هم هس». حاجی گفت «آفرین بر تو! اصل مراسمه‌ن. دُرس گفتی. جر دادن میون مراسمه گمه‌ن. مراسم و آداب وقار میده به جر دادن. ایطوری نی؟» همراهم گفت «چون جر دادن میشه یه‌جور جشن و مهمونی». چون را به لهجهٔ حاجی برای مخرج بدن میگفت. حاجی گفت «مثل عروسیه‌ن دیگه. مگه نه؟» همراهم گفت «عیناً. یا مثل ختنه سورونی». و می‌خوردند… حاجی برای ما همه هی کنیاک، یا شاید هم ویسکی، ریخت. گفت «شوخی نی آخه، دریا و دور بودن از زن. حاجت دارن. حاجته‌ن دیگه».

خروس
۲. توی خانه اجاق درست می‌کنند. راهنما با تخته وارد می‌شود و می‌گوید فردا دوباره ماشین می‌فرستند برای برگشتن. حاجی می‌گوید ظهر نذر کرده آش بپزند و می‌رود بیرون برای وضو گرفتن. راوی و همراه شروع می‌کنند به بازی و در مورد رنجیدن حاجی از رفتار راوی حرف می‌زنند. راهنما می‌گوید خوب شد که خروس کشته شد. همه همسایه‌ها از دستش عاصی بوده‌اند و در گرفتنش کمک کرده‌اند و قصه حاج جلیل را می‌گوید که خروس را در خانه او گرفته بودند. راهنما می‌گوید حاج جلیل ابا داشته از اینکه خون خروس در خانه‌اش ریخته شود؛ چون بدیمن است. البته رابطه‌اش با حاجی هم بد است. حاجی برمی‌گردد داخل و جانماز پهن می‌کند تا نماز ظهر و عصرش را بخواند. راهنما اشاره می‌کند که حین نماز حاجی تاس نریزند. راوی تخته را جمع می‌کند. راوی کنار در می‌آید و به تاریکی غروب نگاه می‌کند و به صدای موج‌ها گوش می‌دهد و به راهنما می‌گوید آن‌ها را ببرد لب دریا، اما حاجی دعای قنوت را بلند می‌خواند؛ یعنی صبر کنند نمازش تمام شود. صدای اذان مغرب بلند می‌شود.
همسایه‌ها دم در خانه جمع شده‌اند برای گرفتن نذری. حاجی نمازش را تمام می‌کند و می‌گوید روی بام جا بیندازند برای شام. حاجی می‌گوید قصدش از اشاره حین نماز این بوده که موقع طلوع ماه روی بام باشند. روی بام حاجی به مشروب‌ها اشاره می‌کند و به راوی و همراهش می‌گوید ویسکی می‌خورند یا کنیاک و در جواب رد راوی می‌گوید می‌ترسی مست شوی از تو سراغ گنج بگیرم؟ بعد برای هردو کنیاک می‌ریزد. مردم در حیاط جمع شده‌اند برای گرفتن شله‌زرد نذری. حرف حاج جلیل می‌شود و حاجی می‌گوید که میانه‌شان با هم خوب نیست. حرف لنج و قاچاق و دریا می‌شود و راوی به طعنه بحث «دارخرستو» را وسط می‌کشد. از حیاط دود کباب راه می‌افتد. شله‌زرد و بعد کباب پرنده و پلو می‌آورند. همراه می‌پرسد دارخرستو هنوز رسم است؟ حاجی توضیح می‌دهد که چطور پسربچه‌ها را با دارخرستو آماده می‌کنند برای رفع شهوت روی دریا. کباب می‌آورند. همراه از رفع شهوت دریانوردان چینی با غاز می‌گوید و کباب می‌خورند. حاجی باز تعارف مشروب می‌کند. راهنما مست شده و می‌خواهد برود خانه‌اش. حاجی صدا می‌زند پشه‌بند بیاورند برای راوی تا بخوابد و یکی از نوکرها داد می‌زند که راهنما پایین پله‌ها خودش را خراب کرده و خوابیده. راوی فکر می‌کند حاجی دکش کرده تا بخوابد و از همراه در مستی، در مورد گنج حرف بکشد.
۳. راوی می‌رود داخل پشه‌بند بخوابد و نوکرها، درگیر راهنما هستند که هم بالا آورده هم شلوارش را خراب کرده است. راهنما در مستی حرف‌های بی‌ربط می‌زند. او را می‌آورند روی بام و پس از شماتت حاجی، می‌برند کنار حوض. حاجی می‌گوید ببریدش خانه خودش و نوکرها که نمی‌خواهند او را تا خانه‌اش حمل کنند، می‌گویند همین‌جا دم در بخوابد، برای فردا که مهمان‌ها می‌خواهند بروند، بهتر است. سلمان یک دلوچه آب می‌گذارد داخل پشه‌بند و راوی می‌خوابد.

وقتی که بند را علی به‌ضرب چاقوی جیبش برید بالش را از روی صورتش برداشت دیدیم یک زیرپیراهن تپانده‌اند توی دهانش. هرکس که کرده بود چندان آن را چپانیده بود که وقتی درش میآوردند حاجی با پهنی تمام دهن ترکید، و هرچه از قدیم حتی در عمق روده‌هاش سنگر گرفته بود بیرون ریخت. اما تمام آنچه درآمد به بوی گند و دل‌آشوب آورنده‌ای که از اول بود چندان چیزی نمیافزود زیرا تمام سرتاپاش، با آن حالت به بند بسته و ناچار بیصدا، از همان اول پوشیده از گه بود. هرکس که کرده بود با دقت تمام موها و دست و پا و پشت و سینه و صورت را، بی‌تربیت، با سنده جلد کرده بود که انگار حاجی حنا بسته است.

خروس
۴. راوی از تشنگی بیدار می‌شود تا آب بخورد. دم خروس‌خوان است و خروسی در همسایگی می‌خواند و راوی به نبود خروس و ضرورت وجودش فکر می‌کند. راوی به بز بالای سردر نگاه می‌کند و سایه‌ای می‌بیند که در تاریکی راه می‌رود. فکر می‌کند شمایل حاجی است در تاریکی که برای قضای حاجت از پشه‌بند درآمده است. راوی خواب‌آلوده است و به‌درستی نمی‌تواند ببیند چه کسی در تاریکی حرکت می‌کند. سایه چند بار می‌رود تا پله و برمی‌گردد و راوی همراه نسیم، احساس می‌کند بوی گند و کثافت می‌آید. بعد سایه را می‌بیند که می‌رود سمت سردر خانه و کنار بز. همچنان صدای خروس‌ها از همه جا به گوش می‌رسد و راوی می‌بیند فردی که در تاریکی است انگار دارد با بز کاری می‌کند. بوی کثافت زیادتر می‌شود و بوی نفت به‌مشام می‌رسد تا ناگهان راوی شعله‌ای می‌بیند که از پشت خانه گُر می‌گیرد و بز در آتش می‌سوزد. راوی فریاد می‌زند و حاجی را صدا می‌کند اما صدایی از حاجی شنیده نمی‌شود. همراه راوی از خواب بیدار می‌شود و هنوز نمی‌داند چه اتفاقی افتاده‌است. راوی لباسش را می‌پوشد و از پشه‌بند درمی‌آید و از فریادها کم‌کم تمام اهل خانه بیدار می‌شوند و می‌آیند توی حیاط و سعی می‌کنند به‌نحوی آتش را، که به سردر خانه هم سرایت کرده، خاموش کنند.
بز می‌افتد توی حیاط و می‌سوزد و از حاجی خبری نیست. مردی می‌آید دم در و می‌گوید راننده است و برای بردن آقایان آمده است. راوی و همراه در مورد رفتن یا ماندن تا وقتی حاجی بیاید، بحث می‌کنند. راوی می‌گوید خلاف ادب است و همراه می‌گوید به گرما می‌خوریم و زودتر برویم بهتر است. در همین حین زنی جیغ می‌زند که حاجی را یافته است. مردان دوباره می‌روند روی بام و می‌بینند که حاجی را در پشه‌بند پیدا کرده‌اند. حاجی را دست‌بسته پیدا می‌کنند. علی دست‌های حاجی را باز می‌کند و بالش را از روی صورتش برمی‌دارد. می‌بینند که یک زیرپیراهن در دهانش فرو کرده‌اند. پارچه را درمی‌آورند و حاجی بالا می‌آورد. بعد، می‌بینند سرتاپای حاجی را با مدفوع پوشانده‌اند؛ طوری که انگار حنا گذاشته باشد. اهل خانه شروع می‌کنند به تمیز کردن حاجی و مهمان‌ها آماده رفتن می‌شوند. همراه دنبال مرد راهنما می‌گردد اما او را پیدا نمی‌کنند و اهل خانه که نبودش را می‌بینند، فکر می‌کنند خرابکاری، کار مرد راهنما بوده است. دنبال یکی از نوکرها به نام سلمان می‌گردند، اما او را هم پیدا نمی‌کنند. راوی و همراه با حاجی خداحافظی می‌کنند و از خانه درمی‌آیند. در کوچه از خانه راهنما صدای زدوخورد و شیون می‌آید. همراه از راننده می‌پرسد: چرا ماشین را این‌قدر دور پارک کردی، راننده می‌گوید: بلد نبودم. به یک پسربچه برخوردم که گفت هرجا آتش دیدی، همان‌جاست. راوی و همراه سوار ماشین می‌شوند و در راه برگشت در مورد اتفاقات صحبت می‌کنند.

## عناصر داستان
خروس داستانی بلند است که کمتر از ۲۴ ساعت از زندگی دو نفر از مهندسان نقشه‌برداری که برای مساحی به جزیره‌ای رفته‌اند و اهالی جزیره را نشان می‌دهد. آن‌ها از ماشین جا می‌مانند و مجبور می‌شوند شب را در منزل کدخدا بگذرانند. کدخدا از آن‌ها دوستانه پذیرایی می‌کند و برای‌شان سفره‌ای رنگین ترتیب می‌دهد. این دو مهمان بعد از ورود به خانه متوجه صدای بلند و عجیب خروسی می‌شوند. کدخدا خروس را حرام‌زاده می‌داند و معتقد است این خروس از ساعت شماطه‌دار به دنیا آمده‌است. این خروس با آوازهای مکرر نابه‌هنگامش اهالی محل و صاحب‌خانه را ذله کرده‌است. خروس، علاوه بر این، بر کلهٔ بز آذین‌شده سردر خانه، مرتب فضله می‌اندازد. کدخدا به نوکرهایش دستور می‌دهد که خروس را بگیرند و بکشند. سرانجام، کدخدا خروس را می‌گیرد و طی مراسمی آیینی با حضور دیگران سر می‌بُرد. کدخدا با فکر اینکه دو مساح برای یافتن گنج به جزیره رفته بودند، بساط مشروبی ترتیب می‌دهد و سعی می‌کند با استفاده از مستی نشانی گنجی که وجود ندارد را از زیر زبانشان بیرون بکشد که موفق نمی‌شود.
داستان خروس با راوی اول‌شخص روایت می‌شود، مکان وقوع داستان جنوب کشور است و بنا به قرائن در دهه ۱۳۴۰ خورشیدی اتفاق می‌افتد. داستان خروس حدود ۱۶٬۰۰۰ کلمه است.
عسگر عسگری معتقد است گذشته از داستان «از روزگار رفته حکایت»، نثر گلستان در خروس منحصربه‌فرد است و با زمان و مکان داستان و شخصیت‌ها، به‌ویژه با استفاده از گویش جنوبی، مطابقت دارد. به گفته امیر احمدی آریان، داستان‌نویس و منتقد ادبی، این نثر، به‌کلی با نمونه‌های دیگر داستانی او متفاوت و غریب‌ترین نثر گلستان است. با توجه به وسواس گلستان در نثر و در مقایسه با نمونه‌های دیگر نثر او چون مجموعه داستان مد و مه که اوج نثر او دانسته شده‌است، سکته‌های عامدانه و اخلال‌های ظریفی که نویسنده در نثر ایجاد کرده‌است، در راستای ضد تفسیر بودن آن است. گلستان دست به نوعی زمخت‌نویسی نادیدنی زده که نه تفاوتش با زبان معیار را به‌رخ می‌کشد و نه خواننده را آزار می‌دهد. مجید اسلامی شگردهای نثر گلستان را برگرفته از متون و ادبیات کهن می‌داند و آنها را «هم‌آوایی کلمات»، «پس‌وپیش کردن اجزای جمله»، «ساختن ترکیب‌های غریب از کلمات آشنا» و شگردهایی رایج در شعر مانند «تکرار» برمی‌شمرد. او نثر خروس را شاعرانه می‌داند و این شاعرانگی را برآمده از «ریتمی» دانسته که گلستان در آن تبحر دارد و می‌تواند برای ایجاد تنش دراماتیک در داستان، میان تعبیرهای کوتاه و بریده و توصیف‌های طولانی و تغزلی، هماهنگی ایجاد کند.

… تا این که دور، خروسی اذان صبح را سر داد. به یاد خروس افتادم. چیزی‌ست در هوا که هر خروس از آن خبر دارد، می‌داند که صبح نزدیک است یا وقت ظهر رسیده‌ست، میخواند. بی خواندنِ خروس صبح میآید، اما خروس این هنر را دارد که میداند صبح میآید، با وقت همراه است. در انزوای پرستارهٔ پایان شب جای خروس خالی بود. گلبانگ از خانه‌های همسایه جبران غیبت آواز او نبود – تأکید غیبت بود. انگار این خانه خالی بود، انگار این خانه احتیاج به آواز صبحگاهی داشت. شاید توقع جنبندگی و بیداری یک میل عاطفی و آرزوی سادهٔ من بود، ربطی نداشت به‌واقع اما به هر صورت من بودم که خواب‌آلود در خانه بودم و کمبود خانه را برای خودم شکل میدادم.

خروس
محمد بهارلو معتقد است هرچند گلستان یکی از چند نویسنده ایرانی است که روی نثر و زبان داستان تأکید کرده‌است، اما در داستان خروس لفظ بر معنی غلبه کرده گویی آهنگ کلمه‌ها از معنای آن‌ها مهم‌تر است.
عباس عبدی ایجاز در گفتگوها و قدرت‌شان در پیش بردن داستان را ستوده‌است. او نقل‌قول‌ها را در داستان، چندلایه دانسته که اغلب حامل چند معنا هستند. عبدی برخی توصیف‌های داستان را زیبا و مؤثر در شخصیت‌پردازی دانسته و همه این‌ها را به دلیل سینماگر بودن گلستان می‌داند.

### نماد خروس
داستان خروس داستانی لایه‌لایه است و نمی‌توان برداشت واحدی از آن داشت، اما خروس در این داستان، نمادی است که به‌دقت نشانه‌گذاری شده و با خروس داخل داستان نیز پیوند نزدیکی دارد. خروس از ریشه اوستایی خرئوس به معنای خروشنده است؛ چراکه خروس در زمان‌های مشخصی بانگ می‌زند. خروس در فرهنگ ایران باستان مقدس است چراکه با بانگش تاریکی را می‌راند و مردم را به فعالیت فرامی‌خواند؛ بنابراین، خروس به عنوان بیدارکننده مردم از خواب، نماد هشیاری است و در داستان گلستان، رمزگانی فرهنگی محسوب می‌شود و البته می‌تواند برای درخواب‌ماندگان، آزارنده باشد. به عقیده ژینوس آزادگان، منتقد ادبی، «خروسِ» داستان فرزند زمانه خود است؛ چراکه در ساعت شماطه‌دار متولد شده‌است و آنان که فرزند زمانه خودند، بت‌ها و دیکتاتورها را تحقیر و رسوا می‌کنند و این ناگزیری از اعلام پوشالی بودن آنها و نشان دادن راه و عمل، به ناگزیر بودن نابودیشان می‌انجامد. یوسف مصدقی، روزنامه‌نگار، معتقد است نویسنده در نمادسازی افراط کرده و دربند انتقال پیام بوده‌است.
تصویر گلستان از زمان در داستان محوری است؛ زمان پدر واقعی خروس است و زمان است که شخصیت‌ها را وامی‌دارد دست به اعمالی بزنند که نشانه‌ای است از زوال و این زوال در برابر حرکت زمان، بی‌رحم و خشن است.
گلستان در خروس بدون داوری به سنت‌ها نظر کرده و با اینکه ابهام‌ها در داستان بیشتر از دانسته‌هاست، وقار و سنگینی آیین‌ها و اسطوره‌ها خواننده را درگیر می‌کنند. زبان داستانی خروس نیز متناسب با آیینی است که از آن گفته می‌شود.

## نگارش و چاپ

تصویر روی جلد چاپ اول انتشارات اختران، ۱۳۸۴، تهران که به همراه دو نامه از گلستان به مدیر انتشارات علمی و سردبیر نشریه گردون، عباس معروفی، منتشر شد.

این داستان به گفته نویسنده اواخر سال ۱۳۴۸ و اوایل سال ۱۳۴۹ خورشیدی نوشته و ده سال بعد در ۱۳۵۹ خورشیدی تکه‌هایی از آن در نشریه لوح منتشر شد. سپس در سال ۱۳۷۳ داستان بدون اجازه نویسنده و به صورت ناقص در کتاب شکوفایی داستان کوتاه در دهه نخستین انقلاب منتشر شد که اعتراض نویسنده را برانگیخت. به گفته گلستان، این داستان را محمدعلی موحد با اجازه گلستان برای چاپ به تهیه‌کنندهٴ مجموعه شکوفایی داستان کوتاه داده‌ بود، اما به شکل ناقص و با حذفیات چاپ شد که مورد توافق گلستان نبود. او مدتی بعد در ۱۳۷۴ چاپ کتاب را به انتشارات روزن در نیوجرسی و لندن سپرد و یک دهه بعد نیز در سال ۱۳۸۴، انتشارات اختران آن را در ایران منتشر کرد.
گلستان در مقدمه چاپ کتاب در ایران دو نامه آورده‌است؛ اولین نامه خطاب به ناشر کتاب شکوفایی داستان کوتاه در دهه نخستین انقلاب در تاریخ ۳۱ تیرماه ۱۳۷۴ است:
شرم‌آور است، اگر برای شرم معنایی باقی مانده باشد. این اقدام شما نادرست بوده‌است. اسم این کار نادرستی‌ست. من وقتم را بیش از تلف نمی‌کنم که از کسانی که چنین کرده‌اند شکایتی به مرجعی یا به مقامی ببرم که چنین مقام و مرجع را اگر هم باشد، نمی‌شناسم… بهتر است این کش رفتن‌ها و مُثله کردن‌ها بماند برای عملهٔ شکنجه و عملهٔ شکنجه هم درنیایند به صورت «ناشر» و «ویراستار» و «فرهیخته»…— بخشی از نامه به انتشارات علمی
دومین نامه در تاریخ یکشنبه ۳۱ ژوئیه ۱۹۹۵ خطاب به سردبیر نشریه گردون نوشته شده‌است:
من نمی‌دانم مجموعه «…» کی درآمده‌است اما در این کتاب که یک هفته پیش دوستی از ایران ارمغان آورده، یک داستان تکه‌پاره شده از خودم دیدم که ده سال پیش از انقلاب آن را نوشته بودم… شاید حقارتِ مورد همیشه حکم می‌کرده‌است چشم پوشیدن. پنجاه سال است. بیش‌وکمِ چنین حقارت در این میانه مهم نیست، ناصافی و کج‌ومعوجی‌ست که باید ملاحظه‌اش کرد…— بخشی از نامه به سردبیر گردون
در سال ۱۳۸۵ و یک سال بعد از چاپ کتاب در ایران، مجوز انتشار آن لغو و فروش آن در سال ۱۳۸۶ در بیستمین نمایشگاه بین‌المللی کتاب تهران ممنوع اعلام شد. تلاش ناشر برای دریافت مجوز تجدید چاپ، ثمری نداشته‌است.
گلستان در مقدمه کتاب خروس قصدش از نگارش این داستان را نشان دادن روزگار خودش و شناختش از آن دانسته‌است. او در نامه‌اش به سردبیر نشریهٴ گردون گفته داستان را پیش از انقلاب به صورت نوعی پیش‌بینی، نشان دادن نزدیکی و لزوم رخ دادن آن نوشته‌است.
مجید اسلامی معتقد است پس از انتشار خروس، اقبال کمی به آن شده و عامل این بی‌توجهی را سایه‌انداختن شخصیت تندوتیز گلستان و لحن نیش‌دار او بر آثارش می‌داند. این اتفاق باعث شده بیشتر از آنکه خروس دیده و نقد شود، «قلم‌ها تیز شوند» تا پاسخ حرف‌های دیگر گلستان را بدهند درحالی‌که خروس مثل «مواجهه با سنگی قیمتی و براق است که عیار پایین سنگ‌های قلابی را نمایان می‌کند.»

## بازخورد
به گفتهٴ عسگر عسگری، استاد زبان و ادبیات فارسی دانشگاه اصفهان، داستان خروس داستانی تمثیلی است و بر وقوع تغییرات اجتماعی دلالت می‌کند و دست به نمایاندن خرافات، نادانی و پلشتی زندگی آدم‌های داستان می‌زند. اما در پایان، برخلاف تصور حاکم مستبد (حاجی) مبنی بر ثبات وضع موجود، فردی آگاه این بساط زورگویی را برمی‌چیند.
مجید اسلامی وجه تمثیلی خروس را برگرفته از وجه رئالیستی آن دانسته‌است که به آن بُعد بخشیده اما بار اضافه‌ای به داستان تحمیل نکرده‌است؛ اگر خروس توی ساعت به‌دنیا می‌آید، به‌خاطر گرمی هواست و اگر آقازاده همه جا را کثیف می‌کند، از اسهال است و اگر حاجی به کثافت کشیده می‌شود، به‌خاطر ظلمی است که روا داشته‌است.
به گفته ژینوس آزادگان نمی‌توان داستان خروس را برداشتی سیاسی از یک مقطع تاریخی خاص در نظر گرفت؛ چراکه یافتن ریشه‌های وقایع تاریخی در ایران و پیش‌گویی آنها، نه‌فقط در زمان گلستان بلکه بارها پیش از آن اتفاق افتاده‌است و در شرایط مشابه، این رخدادها در هرجای دیگری از جهان هم به همین شکل رخ می‌دهند. با اینکه می‌توان برای شخصیت‌های داستان مابه‌ازایی آشنا در صحنه سیاست ایران یافت، اما اینکار تقلیل داستان به فضای محدود سیاست ایران است و هدف آن نبوده‌است.
سعید کاویان‌پور، منتقد ادبی، معتقد است «خروس» تداعی هرچه باشد اعم از روشنفکر، جدال سنت و مدرنیته یا حتی پیشگویی انقلاب ۱۳۵۷ ایران، بی‌شک یک نماد است و در داستان گلستان نه فقط شخصیت که مبدل به قهرمان داستان می‌شود. تأثیر این حیوان به اندازه‌ای است که شخصیت‌های دیگر را به حاشیه برده تا بتواند نقش نمادینش را به‌خوبی ایفا کند. خروس جدا از ویژگی آگاهی‌بخشی، در برابر اسارت جماعت داستان نماد رهایی نیز هست و تا دم آخر، دست از خواندن برنمی‌دارد. به گفته او پس از کشته شدن خروس، این نماد سویه‌ای اسطوره‌ای می‌یابد چراکه حاجی می‌خواهد جای او را بگیرد، اما خروس در شخصیت دیگری حلول می‌کند و انتقامش را می‌گیرد. در این مرحله او دیگر تنها یک نماد نیست بلکه به پداگوگ (آموزشگر) بدل می‌شود و به هدایت دیگران می‌پردازد.
لیلا صادقی، منتقد ادبی، معتقد است تکثر معنایی در خروس منجر به ایجاد تفسیرهای گوناگون در شرایط و دوره‌های فرهنگی و تاریخی مختلف می‌شود. به گفتهٴ او، از جمله معناهایی که می‌توان برای «خروس» برشمرد، مدرنیته، پویایی، سروش غیب، بیدارکنندهٴ وجدان، فکر نو یا هر بدعتی است که سنت تاب آن را ندارد. تقابل‌های داستانی نیز از وجود یک شکاف در زیرساخت اجتماعی خبر می‌دهند که نتیجه همین مقاومت سنت در برابر تغییر است و دست آخر به نابودی خودش می‌انجامد.
امیر احمدی آریان اما مخالف نمادین بودن داستان خروس است و عقیده دارد داستان خروس نقد خرافه و پیشگویی انقلاب نیست و هر قرائت اخلاقی یا «پاستوریزه»، داستان دقیق و استادانه گلستان را به شعاری دم دستی تقلیل می‌دهد. او بر این باور است که این تفسیرها از داستان گلستان بر این فرض استوارند که داستان خروس بسته‌ای معنایی و نمادین است که باید گشوده و رمزگشایی شود. احمدی آریان معتقد است اتفاقاً داستان گلستان، داستانی است ضد تفسیر و برای ایجاد اخلال در شبکه معناساز و نمادپردازی نوشته شده‌ که محافظه‌کاران ساخته‌اند و برای مخاطبان آشناست. او خروس را یک مخالف‌خوان تمام‌عیار دانسته که با هیچ سنت و مرامی تفسیربردار نیست.
به عقیدهٴ آنتونیا شرکا، منتقد سینما، داستان خروس فضایی کاملاً مردانه دارد و داستان صعود و سقوط یک خروس است؛ سقوطی که به سرنوشت حقارت‌بار حاجی و غرق شدن او در کثافت می‌انجامد. او معتقد است پیش بردن درام هنگامی که فضا مردانه است و تقابلی با جنس مخالف ایجاد نمی‌شود، کاری دشوار و ظریف است و کار زمانی دشوارتر می‌شود که بازی‌های آشکار و نهان قدرت میان مردان، برآمده از عقده‌های فروخفته جنسی باشد. دریدگی و بی‌پرده‌گویی نیز از دیگر ویژگی‌های فضایی است که مردان «قدرت‌مندنما» در آن رشد کرده‌اند.
عباس عبدی معتقد است تأکید بر جغرافیای جنوب ایران و لهجه‌ها در خروس، امروزه کارکرد چندانی ندارد و داستان اهمیتش را در روستایی‌نویسی و استفاده از سبک‌وسیاق جنوب یا شمال شهری از دست داده‌است. او بر این باور است که داستان، به صِرف نامشخص بودن جغرافیایش، نمادین نمی‌شود؛ اما می‌توان برای نظام حاکم در زمان نوشته شدن داستان، جریانات روشن‌فکری چپ و منتقدان آنها، در داستان مابه‌ازا پیدا کرد. هرچند عبدی دلیل این همه وسواس گلستان در حک‌واصلاح داستان (در فاصله چاپ در مجله لوح و انتشار رسمی) صرفاً برای نمادین کردن داستان را درنمی‌یابد. او داستان خروس و راوی‌اش را که به‌نظرش خود گلستان است، دوست‌داشتنی نمی‌داند؛ چراکه برای جفت‌وجور کردن نمادهای انقلاب و ضد انقلاب، مردم را به «لجن» می‌کشد و از «دریا» صحبتی در آن نیست. او اشارات جنسی داستان را نامناسب، و گفتگوی آخر راوی با همراهش را غیر قابل باور و «نچسب» می‌داند.

## یادداشت
1. ↑  دوره جدید، شماره ۳
2. ↑  اطلاعات کتابشناسی در کتابخانه ملی (فیپا) سال چاپ را ۱۳۷۲[۳۱] نشان می‌دهد و اطلاعات خانه کتاب، ۱۳۷۳.[۳۲] عموماً بین ثبت کتاب در این پایگاه تا چاپ آن، فاصله‌ای وجود دارد و علت اختلاف پایگاه کتابشناسی ملی و خانه کتاب در این است.
3. ↑  «شکوفایی داستان کوتاه در دهه نخستین انقلاب»، به کوشش صفدر تقی‌زاده، انتشارات علمی، ۱۳۷۳
4. ↑  Rowzan Publications
5. ↑  نشر اختران نام ناشر را از نامه حذف کرده‌است اما طبق شواهد، ناشر آن انتشارات علمی است.[۳۷]
6. ↑  عباس معروفی؛ این نامه در شماره ۵۱ نشریه گردون (مهرماه ۱۳۷۴) منتشر شده‌است.[۴۰]